# Marie Elizabeth Zakrzewska
Marie Elizabeth Zakrzewska, född 1829, död 1902, var en amerikansk läkare.
Hon var ursprungligen från Polen, utbildade sig till barnmorska i Tyskland, och emigrerade till USA 1853. Med hjälp från USA.s första kvinnliga läkare Elizabeth Blackwell accepterades hon och fyra andra kvinnor som undantagsstudenter vid Case Western Reserve University, där hon tog examen som läkare 1856. Tillsammans med sina kolleger Elizbeth Blackwell och Emily Blackwell öppnade hon 1857 New York Infirmary for Women and Children i New York, som blev en av USA:s första medicinska skolor för kvinnor under en tid när högskolor annars endast accepterade kvinnor som undantag och helst avstod från att göra även det. 1862 öppnade hon New England Hospital for Women and Children i Boston. 